# Місіс Гарріс їде до Парижу (фільм, 1992)
«Місіс Гарріс їде до Парижу» (англ. Mrs. 'Arris Goes to Paris) — американський художній фільм 1992 року режисера Ентоні Шоу. Екранізація роману Пола Гелліко 1958 року — «Квіти для місіс Гарріс».

## Сюжет
Лондон, 1950 рік. Ада Гарріс — літня покоївка, побачила дуже гарну сукню від Крістіана Діора у своєї господині й вирішила за всяку ціну придбати собі подібну. Економлячи гроші вона назбирала потрібну суму і вирушила до Парижу, щоб здійснити свою мрію.
Аді вдалося потрапити на презентацію нової колекції, але виявляється, що купити дорогу сукню не так легко, навіть якщо маєш гроші. Чванливий адміністратор намагається перешкодити здійсненню мрії. Та світ не без добрих людей …

## Ролі виконують
- Анджела Ленсбері — Ада Гарріс
- Омар Шариф — маркіз Іполит
- Діана Рігг — пані Кольбер
- Джон Савідент[en] — пан Арман
- Тамара Горська[2] — Наташа Петіп'єр
- Льотер Блюто[fr] — бухгалтер Андре

## Навколо фільму
- Єдиною премією «Еммі» була номінована художник-костюмер Джейн Робінсон за її приголомшливе відтворення зразків високої моди Крістіана Діора 1950-х років, які були показані в фільмі.

## Нагороди
номінації
- 1993 : Прайм-тайм премія «Еммі» Американської телевізійної академії:
  - за видатні індивідуальні досягнення в дизайні костюмів для міні- або спеціального серіалу — Джейн Робінсон[en] (художник-костюмер)